# Inula
Genre
Classification phylogénétique
Inula (les inules) est un genre de plantes à fleurs de la famille des Asteraceae qui comprend environ 90 espèces.
C'est du nom de ce genre que dérive le mot inuline qui désigne une famille de molécules du groupe des fibres alimentaires.

## Étymologie
Le nom latin du genre Inula dériverait du grec hinaein, qui signifie « purifier », référence aux propriétés médicinales de la plante.

## Caractéristiques du genre

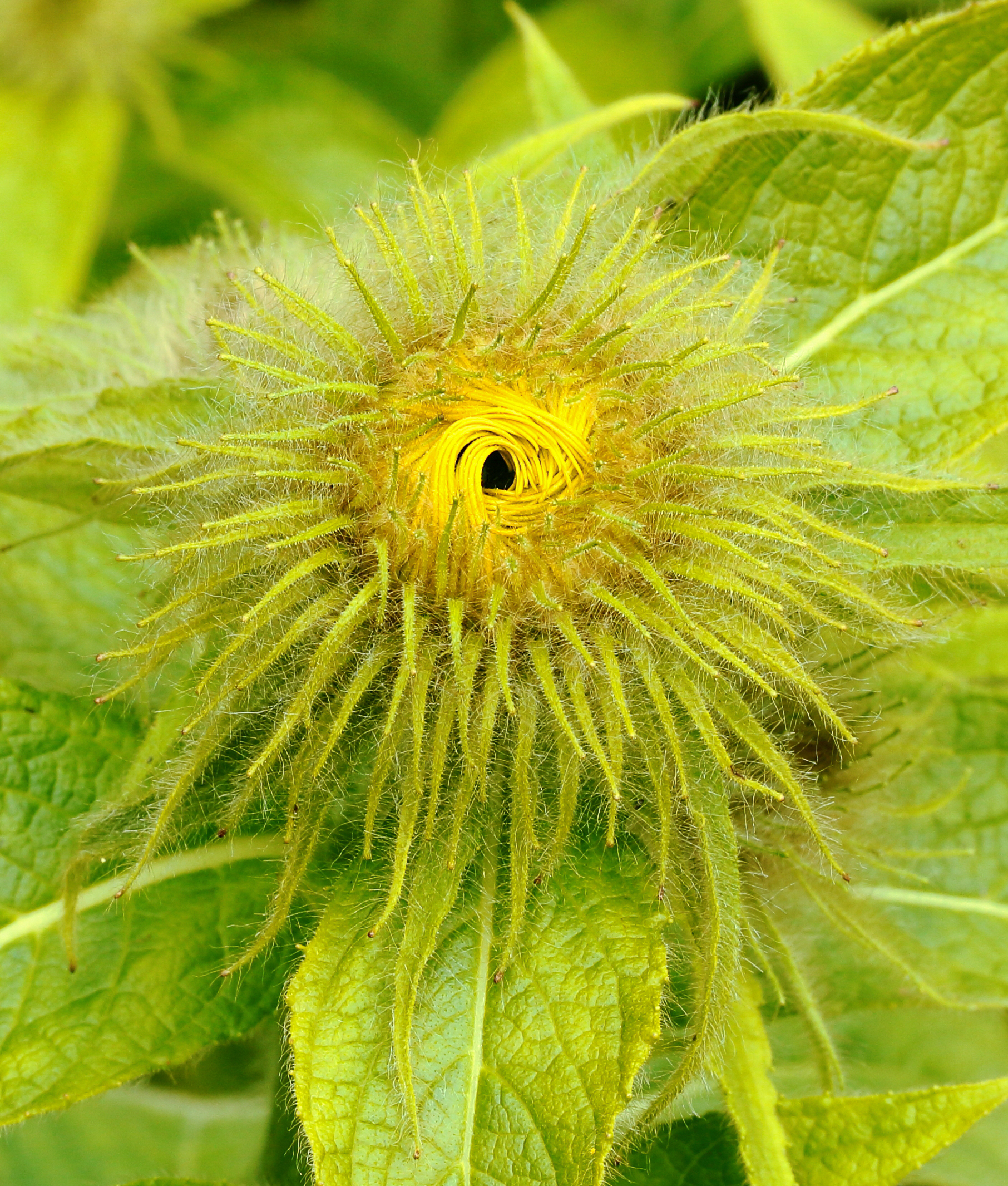
Bouton floral dInula hookeri.

Les feuilles sont basilaires et caulinaires.
Classiquement pour cette famille, ce qu'on croit être une fleur est en fait un capitule formé de nombreux fleurons et demi-fleurons entourés d'un involucre de bractées. Dans cette vaste famille, les inules se rapprochent des marguerites, avec deux types de fleurs : à la périphérie des demi-fleurons, donc des fleurs ligulées (ou languettes), au centre, des fleurons, fleurs tubulées (c'est-à-dire en forme de tube). Les demi-fleurons périphériques du genre Inula sont femelles, tandis que les fleurons du disque sont hermaphrodites.
Les bractées de l'involucre sont inégales et disposées sur plusieurs rangs (à la différence des Senecio et des Doronicum).
Les fruits sont des akènes pourvus d'une aigrette de soie.

## Espèces
- Inula acaulis
- Inula acuminata
- Inula angustifolia
- Inula arbuscula
- Inula aschersoniana
- Inula aspera
- Inula aucheriana
- Inula auriculata
- Inula bifrons
- Inula britannica
- Inula candida
- Inula cappa
- Inula caspica
- Inula ciliaris
- Inula clarkei
- Inula confertiflora
- Inula conyza
- Inula crithmifolia
- Inula cuanzensis
- Inula cuspidata
- Inula decurrens
- Inula eminii
- Inula engleriana
- Inula ensifolia
- Inula eriophora
- Inula eupatorioides
- Inula falconeri
- Inula forrestii
- Inula germanica
- Inula gimbundensis
- Inula glauca
- Inula glomerata
- Inula gossweileri
- Inula grombczewskii
- Inula helenioides
- Inula helenium
- Inula helianthusaquatilis
- Inula helvetica
- Inula hendersoniae
- Inula heterolepis
- Inula hirta
- Inula hissarica
- Inula hookeri
- Inula huillensis
- Inula hupehensis
- Inula inuloides
- Inula japonica
- Inula kalapani
- Inula klingii
- Inula langeana
- Inula limosa
- Inula linariifolia
- Inula macrolepis
- Inula macrosperma
- Inula magnifica
- Inula maletii
- Inula mannii
- Inula mariae
- Inula methanaea
- Inula mildbraedii
- Inula montana
- Inula montbretiana
- Inula multicaulis
- Inula nervosa
- Inula obtusifolia
- Inula oculus-christi
- Inula oligocephala
- Inula oxylepis
- Inula paludosa
- Inula paniculata
- Inula parnassica
- Inula peacockiana
- Inula perrieri
- Inula poggeana
- Inula pseudolimonella
- Inula pterocaula
- Inula racemosa
- Inula rhizocephala
- Inula rhizocephaloides
- Inula robynsii
- Inula rotundifolia
- Inula royleana
- Inula rubricaulis
- Inula rungwensis
- Inula sabuletorum
- Inula salicifolia
- Inula salicina
- Inula salsoloides
- Inula schischkinii
- Inula schmalhausenii
- Inula sericeo-villosa
- Inula sericophylla
- Inula serratuloides
- Inula shirensis
- Inula simonsii
- Inula somalensis
- Inula speciosa
- Inula spiraeifolia
- Inula stenocalathia
- Inula stolzii
- Inula stuhlmannii
- Inula subscaposa
- Inula thapsoides
- Inula urumoffii
- Inula welwitschii
- Inula verbascifolia
- Inula vernonioides
- Inula verrucosa
- Inula viscidula
- Inula wissmanniana

### Espèces auparavant classées dans le genreInula
Ces espèces ont été reclassées à la suite des récentes études phylogénétiques.
- Inula auriculata Boiss. & Balansa => Pentanema auriculatum (Boiss. & Balansa) D.Gut.Larr. et al.
- Inula britannica L. => Pentanema britannica (L.) D.Gut.Larr.et al.
- Inula conyzae (Griess.) Meikle => Pentanema squarrosum (L.) D.Gut.Larr.et al.
- Inula crithmoides L. => Limbarda crithmoides (L.) Dumort.
- Inula dysenterica L. => Pulicaria dysenterica (L.) Bernh.
- Inula graminifolia Michx. => Pityopsis graminifolia (Michx.) Nutt.
- Inula graveolens (L.) Desf. => Dittrichia graveolens (L.) Greuter
- Inula hirta L. => Pentanema hirtum (L.)  D.Gut.Larr. et al.
- Inula indica L. => Pentanema indicum (L.) Y.Ling
- Inula mariana L. => Chrysopsis mariana (L.) Elliott
- Inula orientalis Lam. => Pentanema orientale (Lam.) D.Gut.Larr.et al.
- Inula primulifolia Lam. => Conyza primulifolia (Lam.) Cuatrec. & Lourteig
- Inula salicina L. => Pentanema salicinum (L.) D.Gut.Larr.et al.
- Inula spiraeifolia L. => Pentanema spiraeifolium (L.) D.Gut.Larr.et al.
- Inula subaxillaris Lam. => Heterotheca subaxillaris (Lam.) Britton & Rusby
- Inula viscosa => Dittrichia viscosa

## Calendrier
Le 24e jour du mois de thermidor du calendrier républicain / révolutionnaire français est dénommé jour de l'aunée, généralement chaque 11 août du calendrier grégorien.